# Матчи сборной СНГ по футболу
| Все матчи в 1992 году                      |                 |     |
| Тов.                                       | США — СНГ       | 0:1 |
| Тов.                                       | Сальвадор — СНГ | 0:3 |
| Тов.                                       | США — СНГ       | 2:1 |
| Тов.                                       | Израиль — СНГ   | 1:2 |
| Тов.                                       | Испания — СНГ   | 1:1 |
| Тов.                                       | СНГ — Англия    | 2:2 |
| Тов.                                       | Дания — СНГ     | 1:1 |
| ЧЕ-92                                      | Германия — СНГ  | 1:1 |
| ЧЕ-92                                      | Голландия — СНГ | 0:0 |
| ЧЕ-92                                      | Шотландия — СНГ | 3:0 |
| Итого в 1992 году (только для сборной СНГ) |                 |     |
| И В Н П М                                  |                 |     |
| 10 3 5 2 12−11                             |                 |     |

Товарищеский матч
| 25 января 1992 №397 | \| США \| 0:1 (0:0) \| СНГ \| \| На 76-й минуте Бальбоа не реализовал пенальти (вратарь). \| Голы \| Цвейба 67' \| | Стадион: «Джо Робби», Майами Зрителей: 30 386 Судьи: Рауль Домингес, Джозеф Мична, Роберт Хайльманн |
| Составы: США: Меола, Марсело, Дойл, Армстронг (Мюррей, 46), Михалик (Сербер, 76), Акоста, Куинн, Киннир, Хендерсон, Клавихо, Винальда (Ласситер, 64). Главный тренер: Велибор Милутинович СНГ: Харин, Чернышов (к), Цхададзе, Цвейба, Хлестов, Мандреко (Чугайнов, 63), Черышев (Ледяхов, 46), Пятницкий (Никифоров, 70), Сергеев, Д. Кузнецов, Кирьяков. Главный тренер: Анатолий Бышовец. Предупреждения: Ледяхов, Сергеев. | | |
| США | 0:1 (0:0) | СНГ                                                                                                 |
| На 76-й минуте Бальбоа не реализовал пенальти (вратарь). | Голы | Цвейба 67'                                                                                          |

Товарищеский матч
| 29 января 1992 | \| Сальвадор \| 0:3 (0:2) \| СНГ \| \| \| Голы \| Пятницкий 8' Кирьяков 22' Ледяхов 63' \| | Стадион: «Флор Бланка», Сан-Сальвадор Зрителей: 40 000 Судья: М. Канальо |
| Составы: Сальвадор: К. Ривера, Гутьеррес (Кастро Соха, 46), Панчу Меса, Сани, Н. Ривера, Менхиста, Аберего, Лассо (Канальес, 65), Арсе, Гонсалес, Колон. СНГ: Харин (Клеймёнов, 46), Чернышов (к) (Никифоров, 46), Цхададзе, Цвейба (Чугайнов, 46), Хлестов, Тетрадзе (Мандреко, 46), Ледяхов, Пятницкий, Сергеев, Д. Кузнецов, Кирьяков (Черышев, 56). |                                                                                            |                                                                          |
| Сальвадор | 0:3 (0:2)                                                                                  | СНГ                                                                      |
| | Голы                                                                                       | Пятницкий 8' Кирьяков 22' Ледяхов 63'                                    |

Товарищеский матч
| 2 февраля 1992 | \| США \| 2:1 (1:1) \| СНГ \| \| Виналда 4' Бальбоа 75' п. \| Голы \| Сергеев 26' \| | Стадион: «Понтиак Силвердоум», Детройт Зрителей: 35 248 Судья: Д. Д’Акила |
| Составы: США: Меола, Балбоа, Дойл, Армстронг, Михалик (Сэвэдж, 84), Мюррей, Куинн, Киннир, Хендерсон, Виналда, Акоста (Сербер, 72). СНГ: Клеймёнов, Чернышов (к), Цхададзе, Тетрадзе, Хлестов (Никифоров, 17), Мандреко, Д. Кузнецов (Шустиков, 77), Пятницкий (Чугайнов, 76), Сергеев, Ледяхов, Кирьяков (Черышев, 76). |                                                                                      |                                                                           |
| США | 2:1 (1:1)                                                                            | СНГ                                                                       |
| Виналда 4' Бальбоа 75' п. | Голы                                                                                 | Сергеев 26'                                                               |

Товарищеский матч
| 12 февраля 1992 | \| Израиль \| 1:2 (1:1) \| СНГ \| \| Дрикс 37' \| Голы \| Пятницкий 16' Кирьяков 50' \| | Стадион: «Тедди Коллек», Иерусалим Зрителей: 2 000 Судья: Ф. Каупе |
| Составы: Израиль: Гинзбург, А. Коэн, Мусса, Хадад, Шелах, Амар, Банин, Иванир (Нимни, 46), Зоар (Беркович, 65), Атар (Я. Коэн, 46), Дрикс. СНГ: Черчесов (Харин, 46), Никифоров, Чернышов (к), Ледяхов, Чугайнов, Тетрадзе, Шустиков, Мандреко, Пятницкий, Сергеев, Кирьяков. Предупреждение: Шеллах. |                                                                                         |                                                                    |
| Израиль | 1:2 (1:1)                                                                               | СНГ                                                                |
| Дрикс 37' | Голы                                                                                    | Пятницкий 16' Кирьяков 50'                                         |

Товарищеский матч
| 19 февраля 1992 | \| Испания \| 1:1 (0:0) \| СНГ \| \| Йерро 86' \| Голы \| Кирьяков 73' \| | Стадион: Луис Касанова, Валенсия Зрителей: 10 000 Судья: Ф. Ледюк |
| Составы: Испания: Субисаррета, Луис Мануэль, Санчис, Хинер, Мичел (Хели, 46), Амор, Йерро, Вискайно (Маноло, 85), Вильярроя, Бутрагеньо (Фернандо, 46), Фонсека. СНГ: Харин, О. Кузнецов, Кульков, Цвейба, Галямин (Мостовой, 46; Д. Кузнецов, 77), Шалимов, Пятницкий, Канчельскис, Алейников (к) (Ледяхов, 55), Колыванов, Кирьяков. |                                                                           |                                                                   |
| Испания | 1:1 (0:0)                                                                 | СНГ                                                               |
| Йерро 86' | Голы                                                                      | Кирьяков 73'                                                      |

Товарищеский матч
| 29 апреля 1992 | \| СНГ \| 2:2 (1:1) \| Англия \| \| Цхададзе 44' Кирьяков 54' \| Голы \| Линекер 16' Стивен 73' \| | Стадион: Центральный им. В.И. Ленина, Москва 15 градусов. Зрителей: 28 000 Судьи: Пётр Вернер, Войцех Руды, Мариан Душа. |
| Составы: СНГ: Харин, Чернышов, Цхададзе, Цвейба, Ледяхов (Лютый, 46), Шалимов, Михайличенко (к), Канчельскис (Карпин, 63), Колыванов (Кирьяков, 46), Мостовой, Юран (Онопко, 53). Главный тренер: Анатолий Бышовец. Англия: Вудс (Мартин, 80), Стивенс, Синтон (Кёрл, 63), Палмер, Уокер, Киоун, Платт, Стивен (Стюарт, 79), Ширер (Клаф, 63), Линекер, Дейли. Главный тренер: Грэм Тейлор. Предупреждение: Палмер (22). | | |
| СНГ | 2:2 (1:1)                                                                                          | Англия |
| Цхададзе 44' Кирьяков 54' | Голы                                                                                               | Линекер 16' Стивен 73'                                                                                                   |

Товарищеский матч
| 3 июня 1992 | \| Дания \| 1:1 (1:0) \| СНГ \| \| Кристенсен 34' \| Голы \| Колыванов 52' \| | Стадион: «Брёндбю», Копенгаген Зрителей: 5 300 Судья: Эндрю-Уилсон Уоддел |
| Составы: Дания: Шмейхель, Сивебэк, К. Нильсен (Пехник, 66), Л. Ольсен, Х. Андерсен, Кристофте (Х. Ларсен, 69), Й. Йенсен, Вильфорт, Поульсен (Д. Мёльбю, 46), Б. Кристенсен, Б. Лаудруп (Франк, 74). СНГ: Черчесов (Харин, 46), Цхададзе (Ан. Иванов, 41), Цвейба, О. Кузнецов, Шалимов, Михайличенко (к), Канчельскис, Алейников (Ледяхов, 59), Добровольский, Кирьяков (Д. Кузнецов, 46), Колыванов (Лютый, 65). |                                                                               |                                                                           |
| Дания | 1:1 (1:0)                                                                     | СНГ                                                                       |
| Кристенсен 34' | Голы                                                                          | Колыванов 52'                                                             |

Матч 9-го чемпионата Европы
| 12 июня 1992 | \| Германия \| 1:1 (0:0) \| СНГ \| \| Хесслер 89' \| Голы \| Добровольский 64' п. \| | Стадион: Идроттспаркен, Норрчёпинг Зрителей: 17 410 Судья: Жерар Биге |
| Составы: ФРГ: Илльгнер, Ройтер (Клинсманн, 64), Колер, Бреме, Бинц, Бухвальд, Эффенберг, Хесслер, Доль, Фёллер (Мёллер, 46), Ридле. СНГ: Харин, Чернышов, О. Кузнецов, Цвейба, Шалимов (Ан. Иванов, 83), Михайличенко (к), Канчельскис, Добровольский, Лютый (Онопко, 46), Д. Кузнецов, Колыванов. Предупреждения: Добровольский, Харин, Цвейба. |                                                                                      |                                                                       |
| Германия | 1:1 (0:0)                                                                            | СНГ                                                                   |
| Хесслер 89' | Голы                                                                                 | Добровольский 64' п.                                                  |

Матч 9-го чемпионата Европы
| 15 июня 1992 | \| Нидерланды \| 0:0 \| СНГ \| | Стадион: «Нюа Уллеви», Гётеборг Зрителей: 34 440 Судья: Петер Миккельсен |
| Составы: Нидерланды: Ван Брекелен, Ван Арле, Р. Куман, Ван Тиххелен, Рейкаард, Ваутерс, Вичхе, Бергкамп (Вискааль, 80), Гуллит (Ван'т Схип, 71), Ван Бастен, Рой. СНГ: Харин, Чернышов, О. Кузнецов, Цвейба, Онопко, Канчельскис, Михайличенко (к), Алейников (Д. Кузнецов, 57), Добровольский, Колыванов, Юран (Кирьяков, 65). Предупреждения: Р. Куман, Ваутерс, Цвейба. |                                |                                                                          |
| Нидерланды | 0:0                            | СНГ                                                                      |

Матч 9-го чемпионата Европы
| 18 июня 1992 | \| Шотландия \| 3:0 (2:0) \| СНГ \| \| Макстей 6' Макклер 17' Макаллистер 84' п. \| Голы \| \| | Стадион: «Идроттспаркен», Норрчёпинг Зрителей: 14 660 Судья: Курт Рётлисбергер |
| Составы: Шотландия: Горам, Маккимми, Макферсон, Бойд, Гоф, Макколл, Макстей, Макклейр, Галлахер (Невин, 79), Маккойст (Макинэлли, 68), Макаллистер. СНГ: Харин, Чернышов, О. Кузнецов, Цхададзе, Онопко, Канчельскис, Михайличенко (к), Алейников (Д. Кузнецов, 46), Добровольский, Кирьяков (Корнеев, 46), Юран. Предупреждения: Макколл, Чернышов, Д. Кузнецов, Михайличенко. |                                                                                                |                                                                                |
| Шотландия | 3:0 (2:0)                                                                                      | СНГ                                                                            |
| Макстей 6' Макклер 17' Макаллистер 84' п. | Голы                                                                                           |                                                                                |

## Авторы забитых мячей
4 мяча
- Сергей Кирьяков

2 мяча
- Андрей Пятницкий

1 мяч
- Игорь Добровольский
- Игорь Колыванов
- Игорь Ледяхов
- Олег Сергеев
- Ахрик Цвейба
- Кахабер Цхададзе

## Авторы пропущенных мячей
1 мяч
- Гари Линекер
- Тревор Стивен
- Томас Хесслер
- Бент Кристенсен
- Эли Дрикс
- Фернандо Йерро
- Марсело Бальбоа
- Эрик Виналда
- Гари Макаллистер
- Брайан Макклер
- Пол Макстей